# Lora
Lora je žensko osebno ime.

## Izvor imena
Ime Lora je različica ženskih osebnih imen Eleonora, Lavra ali pa Loredana.

## Pogostost imena
Po podatkih Statističnega urada Republike Slovenije je bilo na dan 31. decembra 2007 v Sloveniji število ženskih oseb z imenom Lora: 71.

## Osebni praznik
V koledarju je ime Lora zapisano 22. januarja, 19.oktobra in 10. decembra.